# Rudolf Halaczinsky

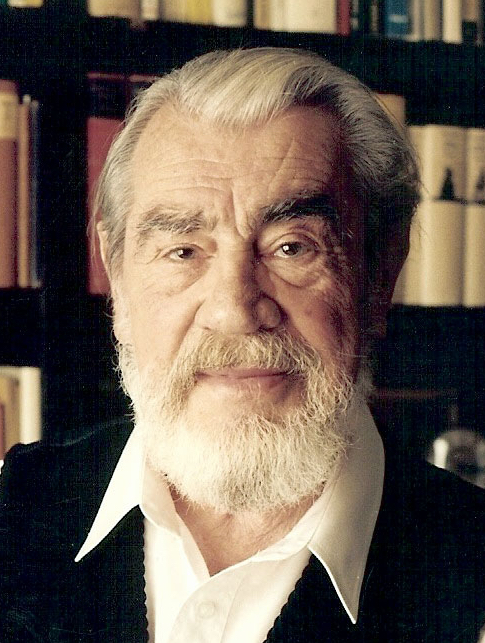
Rudolf Halaczinsky (1998)

Rudolf Halaczinsky (* 31. Juli 1920 in Emmagrube; † 28. Juli 1999 in Bensberg) war ein deutscher Komponist und Maler.

## Leben und Wirken
Halaczinsky wurde als Sohn eines Grubenbeamten im oberschlesischen Emmagrube (Kreis Rybnik) geboren und verbrachte seine ersten 14 Lebensjahre im Grenzgebiet zwischen Polen und Deutschland. Die Musik hatte in der Familie einen hohen Stellenwert. Im Alter von 8 Jahren begann er mit dem Klavierspiel. 1934 übersiedelte die Familie von Polen nach Oppeln ins damals deutsche Reichsgebiet. Halaczinsky wurde durch die tiefe Religiosität der Oberschlesier geprägt. 1939 begann er ein Musikstudium an der von den Nationalsozialisten nach dem sogenannten Anschluss Österreichs gegründeten Hochschule für Musikerziehung in Graz-Eggenberg. Mit dem Leiter der Hochschule, Felix Oberborbeck (NSDAP-Mitglied seit 1933), blieb Halaczinsky bis in die 1970er-Jahre in Kontakt. In den Rundbriefen an ehemalige Dozenten und Studierende der Grazer Hochschule für Musikerziehung, den Eggenberger Chroniken, berichtete Oberborbeck regelmäßig über Aufführungen von Halaczinsky. Anfang 1968 besuchte Halaczinsky auch Oberborbeck in Vechta.
Im Oktober 1940 wurde Halaczinsky zum Kriegsdienst eingezogen. Nach einer kurzen Tätigkeit als Organist und Chorregent der oberbayrischen Kirchengemeinde Waidhofen (nahe Ingolstadt) wirkte er als Hauskomponist, Kapellmeister und Korrepetitor am Augsburger Stadttheater. In dieser Zeit entstand zum Beispiel seine Orchestermesse Dona nobis Pacem (1946).
1952 nahm er an der Musikhochschule München sein Musikstudium wieder auf. Ab 1954 lebte er in Rheydt am Niederrhein und übernahm dort eine Tätigkeit als Organist und Chorleiter an der Herz-Jesu-Kirche. Parallel dazu lehrte er als Musiklehrer am dortigen Gymnasium.
Sein Erfolg als Komponist etablierte sich, nachdem er 1969 den dritten Preis beim Concours Reine Elisabeth in der Kategorie „Sinfonische Musik“ errang und sein Werk Lumière imaginaire op. 35 unter der musikalischen Leitung von Michael Gielen in Brüssel zur Aufführung gelangte.
1981 wurde Halaczinsky von der Künstlergilde Esslingen mit dem Johann-Wenzel-Stamitz-Preis als „Anerkennung für sein Lebenswerk“ ausgezeichnet. Es folgte 1985 der erste Preis beim Kompositionswettbewerb der Gerhard-Maasz-Stiftung, 1987 der zweite Preis der Stiftung für sein Werk L'umiere d' Eternité sowie 1995 für das Poème Nacht über Endenich.
Ab 1971 unterrichtete Halaczinsky an der Pädagogischen Hochschule in Köln Komposition und Harmonielehre. Nach seiner Pensionierung im Jahr 1984 entstanden bis zu seinem Tod rund 30 Kompositionen. Ein Großteil seines Klavierwerkes wurde von dem deutschen Pianisten Marcus Kretzer eingespielt.

### Privates
1946 heiratete er Ilse Palm, mit der er fünf Söhne hatte: Raimund (* 1947), Matthias (* 1948), Manfred (* 1949), Lothar (* 1952) und Thomas Halaczinsky (* 1958).

## Kompositionen (Auswahl)
Das gesamte Werkverzeichnis umfasst insgesamt 106 Werke und ist im Verlag Christoph Dohr Köln erhältlich.
Werke für Orchester, Orchester und Soloinstrumente
- Lumière imaginaire. Poème symphonique für großes Orchester und Tonband op. 35, 1965 Uraufführung 27. November 1969 in Brüssel
- Konzert für Klavier und Orchester op. 58 1974–1976 Uraufführung 26./27. August 1982 in Herford

Werke für Gesang (und Begleitung)
- Missa Regina Pacis op. 27, 1957/1958 Uraufführung 25. Oktober 1959 in Mönchengladbach-Rheydt
- Verirrte Vögel op. 57, 1967–1995 Poème für eine Singstimme und Orchester Texte: Aphorismen von Rabindranat Tagore Uraufführung 28. Januar 1996 in Hannover
- Sieben Hesse Lieder op. 14b, 1947–1953 Für Sopran / Mezzosopran oder hohen Bariton Uraufführung 21. November 1991 in Köln

Orgel / Klavier
- Zwei Sonaten op. 11b für Klavier 1986 Uraufführung 24. Oktober 1986 in Königswinter Toccata op. 12 Uraufführung 12. Dezember 1951 in Augsburg Reflexionen op. 79, 1991 Uraufführung 19. Oktober 1991 in Leipzig Nacht über Endenich op. 83, 1995 Uraufführung 13. April 1996 in Hamburg

- Schönster Herr Jesus op. 34, 1964 Partita für Orgel Uraufführung 5. Juni 1996 in München Wer nur den lieben Gott lässt walten op. 24, 1958 Uraufführung 27. Mai 1962 in Esslingen
- Sechs Meditationen op. 37, 1967 Über bekannte Kirchenlieder Uraufführung 10. August 1969 in Regensburg Regina Coeli op. 64, 1983 Marianische Antiphon Uraufführung März 1984 in Oppeln

Kammermusik
- Quadratum mobile op. 45, 1969 Klarinette Solo Uraufführung 2. Dezember 1969 in Mönchengladbach Et lux perpetua luceat eis op. 76, 1988 Streichquartett Uraufführung 30. Januar 1994 in Hannover
- Sieben kleine Stücke op. 85, 1996 Altblockflöte und Klavier (Widmung: Meiner Enkelin Anna-Lena Halaczinsky zugeeignet.) Uraufführung 2001 in Altenberg

## Auszeichnungen
- 1943: 1. Preis im Wettbewerb „Komposition an der Eismeerfront“ 1962 Förderpreis zum Johann-Wenzel-Stamitz-Preis der Künstlergilde Esslingen e.V.
- 1964: 2. Preis des Gereon-Jansen-Preises im Kompositionswettbewerb des Verbandes der Katholischen Kirchenangestellten in Essen
- 1969: 3. Preis in der Sparte Symphonische Musik des internationalen Kompositionswettbewerbes „La Reine Elisabeth“ in Brüssel für „Lumière imaginaire, Poème symphonique“, op. 35
- 1978: Preiswürdige Empfehlung zur Aufführung des Konzertes für Klavier und Orchester, op. 58 im 17. internationalen Kompositionswettbewerb der Stadt Triest
- 1981: Hauptpreis des Johann-Wenzel-Stamitz Preises der Künstlergilde Esslingen e. V. für das kompositorische Gesamtwerk
- 1984: 3. Preis im 2. Kompositionswettbewerb der Stiftung Ostdeutscher Kulturrat, Bonn für das Chorwerk „Gott ist das Licht“ op. 65
- 1984: Preiswürdige Empfehlung zur Aufführung des Werkes „Und die Sonne wurde schwarz wie ein härenes Trauergewand“ op. 66 im Kompositionswettbewerb der Stadt Neuss
- 1985: Erstmals verliehener Kompositionspreis der Gerhard-Maasz-Stiftung der IDK für „Nachtklang“, Poème für Kammerorchester, op. 71
- 1987: 3. Preis im Kompositionswettbewerb der Gerhard-Maasz Stiftung der IDK für „Lumière d’Eternité“, Poeme symphonique, op. 74
- 1996: 1. Preis des 6. Kompositionswettbewerbes der Gerhard-Maasz Stiftung für die Komposition „Nacht über Endenich“ op. 8

## Wirken als Maler
Musik und Malerei verschmolzen in seinem Werk mehr und mehr zu einer Einheit. Zunächst hatte er nach dem Vorbild der Aquarelle seines Vaters mehr mit gegenständlichen Motiven (hauptsächlich zarte Landschafts-Aquarelle) beschäftigt. Später begann er, vermehrt mit unterschiedlichen Materialien, Farben und Mischtechniken zu experimentieren.
Als Maler und als Komponist war sein Denken und Werk von der Thematik „Das Licht als Symbol des Alls und des Göttlichen, das Licht als Ausdruck des mentalen und supramentalen Bewusstseins, der Tag und die Nacht, die Sonne und der Mond sowie die Wechselbeziehung dieser Gegensätze“ geprägt. Die Malerei wurde neben der Musik zu einer zweiten Ausdrucksebene des Künstlers. Dabei rückten der Kosmos und die Suche nach einer Harmonie der Töne immer mehr in den Mittelpunkt seines Schaffens.
In seinen Bildern zeigte sich eine Vorliebe für das Phantastische, „die Verschmelzung von realer und irrealer Welt“. Sein besonderes Anliegen als Maler war die Darstellung von „Licht- und Klangräumen“ und das Vordringen in „kosmische Bereiche“. So sind seine Bilder „Tagklang“ und „Nachtklang“ typische Werke aus diesem Zyklus. Sie zeigen Landschaften als musikerfüllte Räume in surrealen und abstrakten Sphären. In der Reihe von Tuschezeichnungen und Collagen „musique visible“ besteht eine besondere Verbindung von Musik und Malerei. Besonders zu erwähnen ist hierbei die Zeichnung „Quadratum mobile“, die eine Komposition enthält. Als eines der bedeutendsten Bilder von Halaczinsky gilt die „Tönende Sonne“ (gleichzeitig auch der Titel der Komposition op. 59). Hier möchte Halaczinsky im Bild und in der Musik die Vorstellung ausdrücken, nach der die sichtbare und greifbare Welt aus einem Urklang hervorgegangen sein soll.

### Ausstellungen
- 1966: Kunsthandlung Heil, Mönchengladbach
- 1969: Studio Krüll, Krefeld
- 1973: Kreishaus Bergisch Gladbach
- 1975: Haus Oberschlesien, Ratingen
- 1975: Kreissparkasse Dorsten
- 1977: Haus Lörick, Düsseldorf
- 1979: Wandelhalle des Kurhauses, Bad Oynhausen
- 1980: Kunststube bei Doris Appelt, Gevelsberg
- 1982: Torhaus Wellingsbüttel, Hamburg
- 1983: Deutsche Bank, Hamburg
- 1984: Praxis Dr. Abele, Köln
- 1985: Bedburger Schloß, Bedburg
- 1985: Sandbauernhof, Mönchengladbach
- 1986: Bibliothek der VHS, Düsseldorf
- 1986: Schloß Mittersil, Mittersill
- 1986: Haus Schlesien, Königswinter
- 1987: Stadttheater, Darmstadt
- 1987: Planetarium, Stuttgart
- 1991: Diözesanmuseum, Oppeln
- 1995: Ars ad Astra, Raumstation Mir
- 1998: Galerie Funk, Bensberg
- 2009: Privatausstellung Johannes Flosbach, Bensberg

- Beteiligung an zahlreichen Gruppenausstellungen